# Gaobeidian

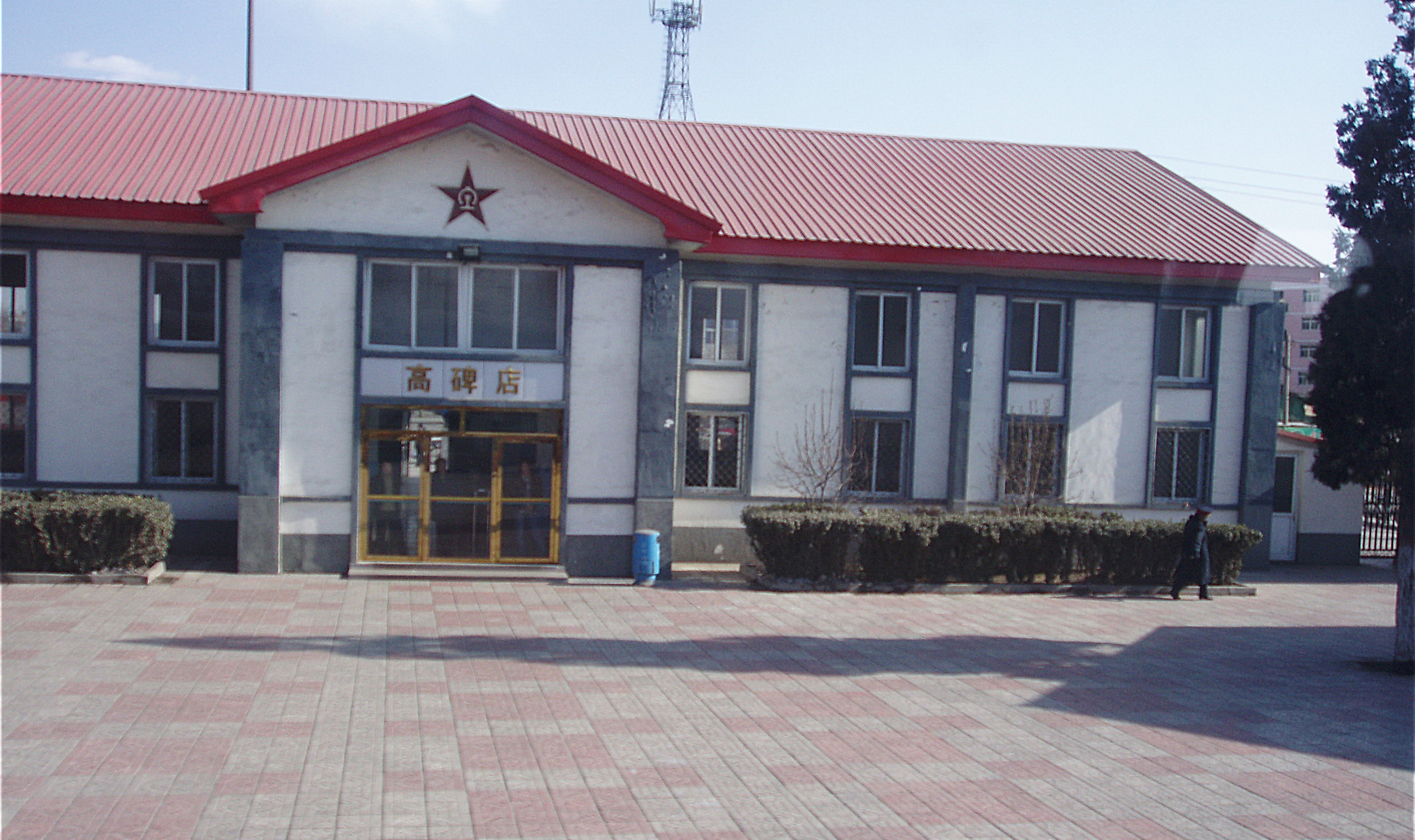
Une vue de Gaobeidian

Gaobeidian (高碑店 ; pinyin : Gāobēidiàn) est une ville de la province du Hebei en Chine. C'est une ville-district placée sous la juridiction de la ville-préfecture de Baoding.

## Démographie
La population du district était de 547 672 habitants en 1999.